# 275786 Bouley
275786 Bouley este un asteroid din centura principală de asteroizi.

## Descriere
275786 Bouley este un asteroid din centura principală de asteroizi. A fost descoperit pe 20 august 2001 la Pic du Midi la observatoire du Pic du Midi. Asteroidul prezintă o orbită caracterizată de o semiaxă mare de 2,34 ua, o excentricitate de 0,22 și o înclinație de 2,1° în raport cu ecliptica.